# Amityville: The Evil Escapes
Amityville: The Evil Escapes (bra: Amityville 4 - A Fuga do Mal) é um telefilme estadunidense de 1989, do gênero terror, escrito e dirigido por Sandor Stern, baseado em romance Amityville: The Evil Escapes, de John G. Jones.

## Sinopse
Uma mulher recebe uma luminária de sua irmã. O objeto maligno vem de uma mansão amaldiçoada e acaba provocando estranhos incidentes envolvendo todos da casa, até que recebem a ajuda de Padre Kibbler, um exorcista.

## Elenco
- Patty Duke ... Nancy Evans
- Jane Wyatt ... Alice Leacock
- Fredric Lehne ... Padre Kibbler
- Lou Hancock ... Peggy
- Brandy Gold ... Jessica Evans
- Zoe Trilling ... Amanda Evans (como Geri Betzler)
- Aron Eisenberg ... Brian Evans
- Norman Lloyd ... Father Manfred
- Robert Alan Browne ... Donald McTear
- Gloria Cromwell ... Rhoda
- James Stern ... Danny Read
- Peggy McCay ... Helen Royce

## Recepção
No site The A.V. Club, Amityville 4 é um filme listado no artigo "Night Of The Killer Lamp: 23 Ridiculous Horror-Movie Adversaries". O artigo afirma que o filme forçou para fazer uma lâmpada parecer possuída "nas fronteiras do campo".